# USS Sea Cat (SS-399)
Za druga plovila z istim imenom glejte USS Sea Cat.
USS Sea Cat (SS-399) je bila jurišna podmornica razreda balao v sestavi Vojne mornarice Združenih držav Amerike.